# Кароліна Амалія Августенборзька
Кароліна Амалія Шлезвіг-Гольштейн-Зондербург-Августенборзька (нім. Caroline Amalie von Schleswig-Holstein-Sonderburg-Augustenburg, 28 червня 1796 —  9 березня 1881) — принцеса Шлезвіг-Гольштейн-Зондербург-Августенборзька з дому Августенборгів, донька герцога Шлезвіг-Гольштейн-Зондербург-Августенборзького Фредеріка Крістіана II та данської принцеси Луїзи Августи, дружина короля Данії Крістіана VIII.

## Біографія
Кароліна Амалія народилась 28 червня 1796 року у Копенгагені. Вона була первістком в родині герцога Шлезвіг-Гольштейн-Зондербург-Августенборзького Фредеріка Крістіана II та його дружини Луїзи Августи Данської. Згодом у неї з'явилися два молодші брати Крістіан Август та Фредерік Еміль.
У данській столиці родина мешкала у дворці Денс поруч із палацом Бренсторфф. Там вони жили до 1807 року, доки не перебралися до Августенборгу на острові Альс. Кароліна Амалія отримала звичайну освіту, характерну для дівчат її віку та статусу.
У політичному конфлікті між батьками вона стала на сторону матері, яка підтримувала близькі стосунки із данським двором. Саме Луїза Августа познайомила її із кронпринцем Крістіаном, в якого з часом Кароліна Амалія закохалася. Крістіан, в свою чергу, знаходив принцесу привабливою. У 1810 році він розлучився із першою дружиною, і в 1814-му тільки-но повернувся із Норвегії після свого зречення там як монарха. У тому ж році відбулися його заручини із Кароліною Амалією.

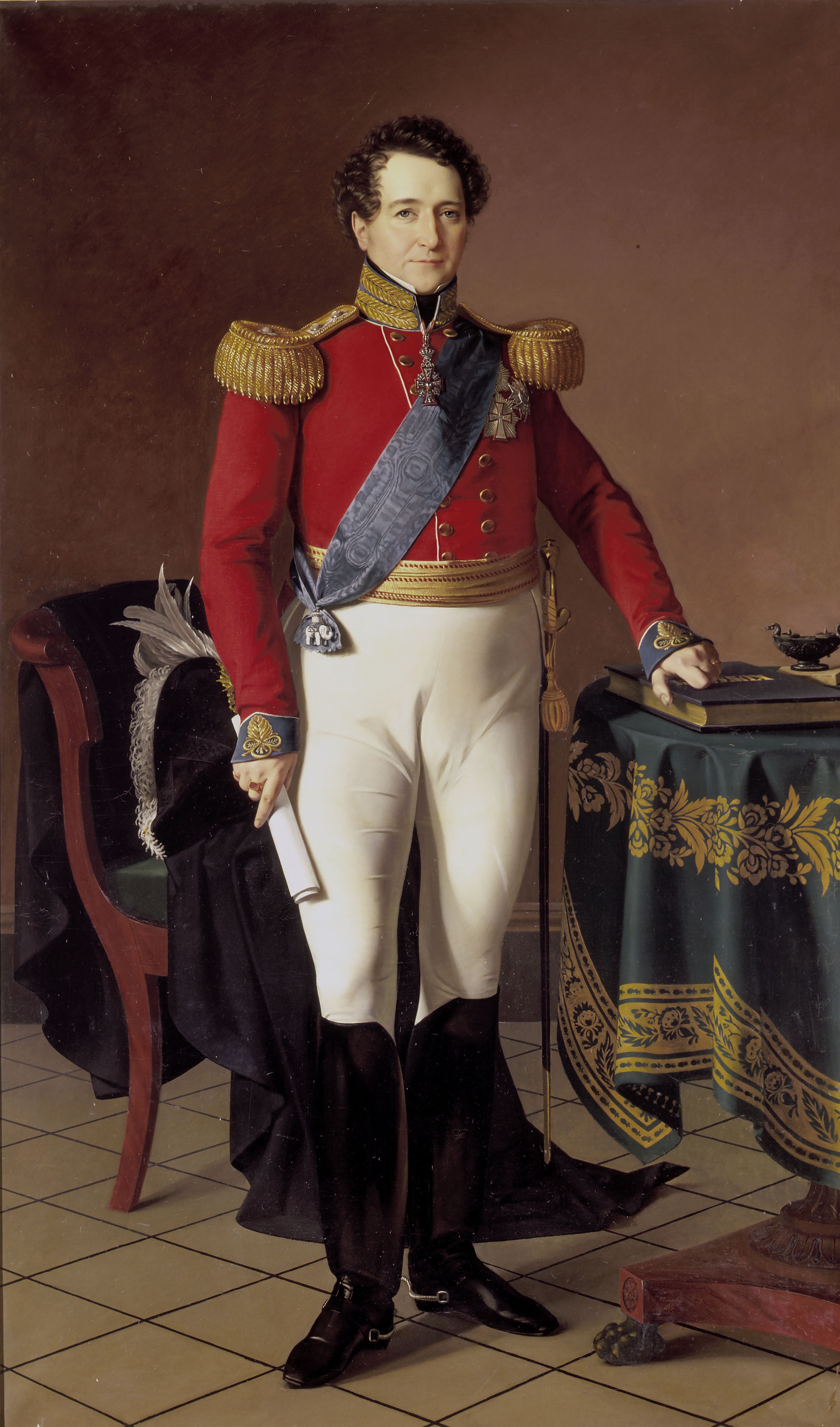
Крістіан VIII на портреті пензля Луї Омона, 1831

Їхнє весілля пройшло 22 травня 1815 в Ауґустенборзькому замку. Нареченому було 28 років, нареченій — 18. Від першого шлюбу Крістіан мав єдиного сина. Спільних дітей у подружжя не було.
Перші роки пара жила в Оденсе, оскільки Крістіан виконував функції губернатора Фюну, а протягом 1818—1822 років вони здійснили кілька мандрівок Європою. Подружжя побувало у Франції, Швейцарії, Англії, Німеччині та Італії, де, в першу чергу, відвідували курорти, аби вилікуватися від репродуктивних проблем. Нащадків так і не з'явилося, проте шлюб пари залишався гармонійним. Люб'язність Кароліни Амалії здобула їй повагу решти королівського дому, а її змальовували як добру мачуху для пасинка Фредеріка.
Крістіан цікавився наукою, Кароліна Амалія полюбляла музику і стала автором численних п'єс для фортепіано.
У 1839 році помер король Фредерік VI, і Крістіан успадкував данський престол. Кароліна Амалія, будучи консортом, вважалася прибічницею пронімецької партії у питанні про герцогства Шлезвіг-Гольштейн. Загалом, більшу частину її діяльності складала благодійність. Королевою були засновані численні социальні заклади. Виступаючи як зразок дами вищого світу, вона спонукала інших аристократок наслідувати її приклад філантропії.
У релігійному відношенні вона підтримувала ідеї Миколая Ґрунтвіга. В культурному плані її не описували як інтелектуалку, проте вона вважала своїм обов'язком предствляти літераторів та людей мистецтва двору та покровительствувати їм.
Не з'ясовано чи справляла королева безпосередній вплив на державні справи. Під час конфліктного питання герцогств Шлезвігу та Гольштейна Кароліну Амалію підозрювали у змові зі своїми братами, що зробило її непопулярною та викликало ворожість данського двору.
Крістіан помер 20 січня 1848 року. Кароліна Амалія після його смерті оселилася в замку Соргенфрі, який за життя короля використовувався як літня резиденція. Там вона відвідувала Лінгбе-кірху. Через стан здоров'я зими вдовіюча королева продовжувала проводити в Південній Європі. В цьому статусі вона здобула більшу прихильність народу, ніж за правління. Як і раніше, займалася благодійницькими проектами.
У 1863 році помер бездітним Фредерік VII. Трон Данії перейшов до четвероюрідного брата Кароліни Амалії — Крістіана Шлезвіг-Гольштейн-Зондербург-Глюксбурзького.
Пішла з життя Кароліна Амалія в поважному віці в Амалієнборзі 9 березня 1881 в оточенні родини. Похована в каплиці Фредеріка V в Роскілльському соборі.

## Нагороди
- Орден королеви Марії Луїзи №290 (16 лютого 1834).